# (85317) Lehár
(85317) Lehár (1995 BB16) – planetoida z pasa głównego asteroid okrążająca Słońce w ciągu 4,2 lat w średniej odległości 2,6 j.a. Odkryta 30 stycznia 1995 roku.